# Grundy County, Illinois
Grundy County är ett administrativt område i delstaten Illinois i USA. År 2010 hade countyt 50 063 invånare. Den administrativa huvudorten (county seat) är Morris.

## Politik
Grundy County tenderar att rösta på republikanerna i politiska val.
Republikanernas kandidat har vunnit countyt i samtliga presidentval sedan 1892 utom vid fyra tillfällen: 1912, 1932, 1996 och 2008.

## Geografi
Enligt United States Census Bureau har countyt en total area på 1 115 km². 1 088 km² av den arean är land och 27 km² är vatten.

### Angränsande countyn
- Kendall County - nord
- Will County - öst
- Kankakee County - i sydost
- Livingston County - syd
- LaSalle County - väst

### Orter
- Carbon Hill
- Channahon (delvis i Will County)
- Dwight (delvis i Livingston County)
- Minooka (delvis i Kendall County, delvis i Will County)
- Morris (huvudort)
- Verona